# Нерта

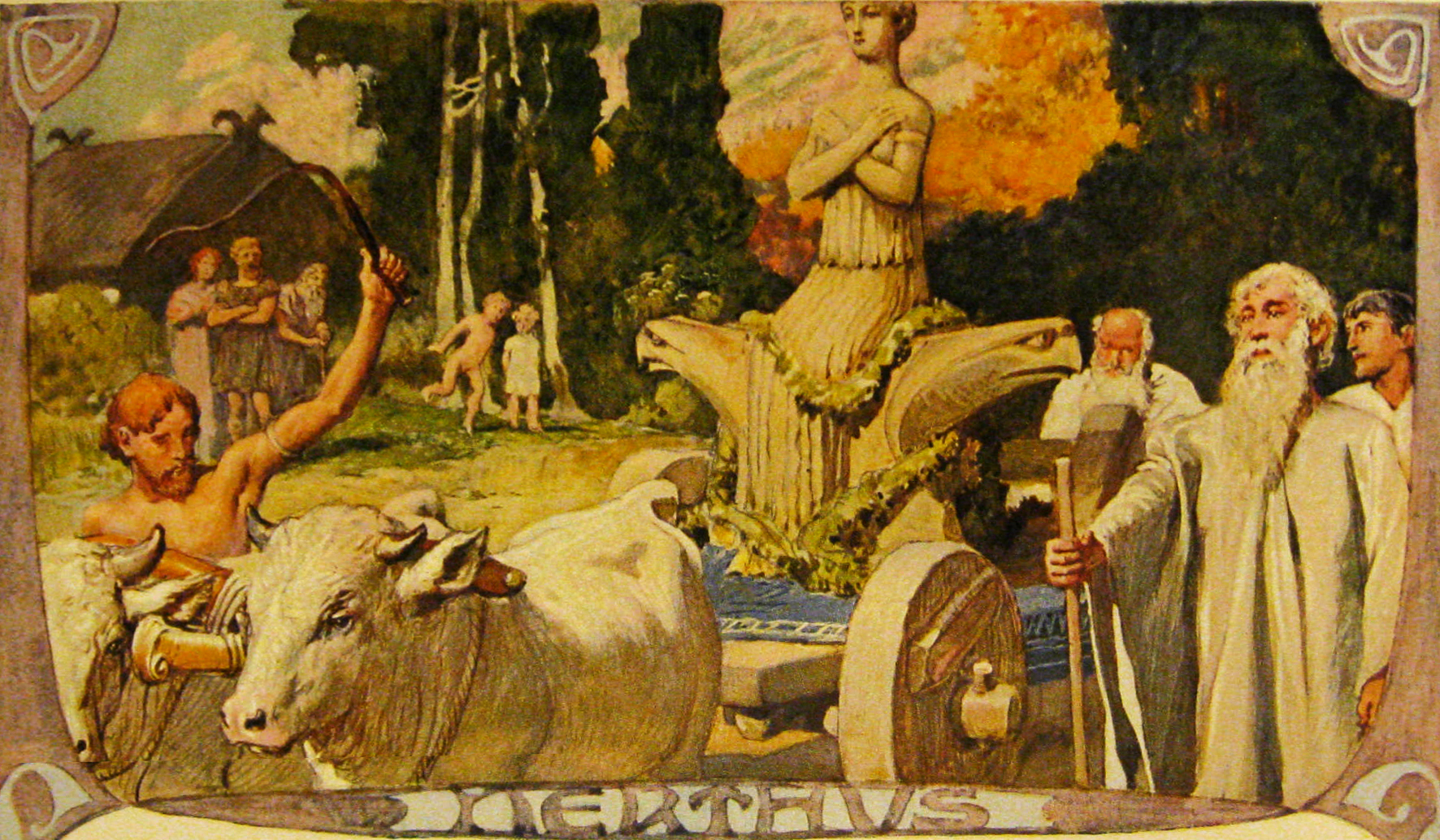
Празднество в честь Нерты

Нерта (лат. Nerthus) — богиня плодородия древних германцев северо-западного блока («мать-земля»), о которой рассказывает Тацит в 40-м разделе трактата «О происхождении германцев и местоположении германцев» (ок. 98 г.):

Лангобарды… обитающие за ними ревдигны, и авионы, и англии, и варины, и эвдосы, и свардоны, и нуитоны защищены реками и лесами. Сами по себе ничем не примечательные, они все вместе поклоняются матери-земле Нерте, считая, что она вмешивается в дела человеческие и навещает их племена. Есть на острове среди Океана священная роща и в ней предназначенная для этой богини и скрытая под покровом из тканей повозка; касаться её разрешено только жрецу. Ощутив, что богиня прибыла и находится у себя в святилище, он с величайшей почтительностью сопровождает её, влекомую впряженными в повозку коровами. Тогда наступают дни всеобщего ликования, празднично убираются местности, которые она удостоила своим прибытием и пребыванием. В эти дни они не затевают походов, не берут в руки оружия; все изделия из железа у них на запоре; тогда им ведомы только мир и покой, только тогда они им по душе, и так продолжается, пока тот же жрец не возвратит в капище насытившуюся общением с родом людским богиню. После этого и повозка, и покров, и, если угодно поверить, само божество очищаются омовением в уединенном и укрытом ото всех озере. Выполняют это рабы, которых тотчас поглощает то же самое озеро. Отсюда — исполненный тайны ужас и благоговейный трепет пред тем, что неведомо и что могут увидеть лишь те, кто обречен смерти.
Учёных издавна озадачивает то, что Нерта не упоминается в германо-скандинавской мифологии, изложенной в «Эддах». В богине плодородия предполагают реликт верований Старой Европы (Гимбутас) либо предшественницу бога плодородия Ньёрда.  
Нет единства и в вопросе о том, что за «остров среди Океана» имеется в виду у Тацита. Наиболее распространено его отождествление с Зеландией.
В честь Нерты названы астероид (135) Герта, открытый в 1874 году, а также астероид (601) Нертуда, открытый в 1906 году. Группа Therion посвятила Нерте песню «Die Wellen der Zeit» на альбоме Leviathan.